# Турно, Людвиг Сигизмундович
Людвиг Сигизмундович Турно (пол. Ludwik Turno, 25 января 1823, Варшава — 27 июля 1899, Варшава) — российско-польский геолог.

## Биография
Родился в семье шляхтичей Зигмунда Тадеуша и Анели Фаустины (в девичестве — Корвин-Шимановская). После восстания 1830—1831 годов жил с младшим братом Густавом у родственников в Кракове. Работал геологом в горнодобывающих заведениях Царства Польского, искал полезные ископаемые в Свентокшиских горах. В 1846 году за участие в Краковском восстании Людвига Турно арестовали, депортировали в Варшаву и заточили в Варшавской цитадели.
После этого его рекрутировали в царскую армию и пешим этапом послали в Оренбург, куда он прибыл в 1847 году и стал рядовым 3-го линейного батальона Отдельного Оренбургского корпуса. Там же в следующем году Турно подружился с ссыльным Брониславом Залесским. В том же году заболел холерой. Выздоровев, вошёл в состав экспедиции под руководством адмирала Алексея Бутакова, которая имела целью исследовать Аральское море. Турно стал заместителем Бутакова.
С 1851 года несколько лет вместе с Александром Антиповым вёл поиски каменного угля на полуострове Мангышлак. Членами этой Каратаусской экспедиции были также Бронислав Залесский и Тарас Шевченко, с которым Турно познакомился и подружился в Оренбурге в 1849 году. В течение этого путешествия Шевченко и Турно жили в одной палатке. В это время Шевченко нарисовал Турно (рисунок «Среди друзей в ссылке»). Вместе с украинским поэтом и польскими политическими ссыльными Турно изображён на рисунке А. П. Чернышова. В 1853—1856 поэт тепло вспоминал Турно в письмах к Залесскому.
В 1859-м Турно освободился от службы, выехал из Оренбурга и поселился в Варшаве.
В 1899 году Людвиг Турно умер в Варшаве. Похоронили его на Повонзковском кладбище, в семейном склепе Корвиных-Шимановских.